# Буковинка (пещера)
Буковинка — карстовая пещера, расположена на территории Днестровского района Черновицкой области Украины в 1,5 километрах юго-западнее села Стальновцы. Памятник природы с 1981 года. 

## Описание пещеры
Состоит из двух пещер: Буковинка-1 и Буковинка-2, которые имеют отдельные входы и коридоры, но связаны между собой гидродинамически, поскольку принадлежат к одному карстовому массиву в границах Подольско-буковинской карстовой области. Пещера представляет собой трехэтажный лабиринт общей длиной более 5460 метров. Ходы верхнего этажа сужены, среднего (основного) — широкие и сравнительно высокие — в ширину примерно 2—3 м, высотой 1,5—5 м. Нижний этаж имеет низкий свод и почти полностью затоплен. Здесь впервые на Буковине были обнаружены сталактиты; есть также множество разнообразных натечных форм и вторичных кристаллов. Выявлено также несколько озёр с минерализованной водой. Пещеру заселяют летучие мыши.

## История исследования
Обнаружена в феврале 1976 года, в стене заброшенного гипсового карьера. Обследована в 1979 году черновицкими спелеологами.